# 阿拉斯加金礦的賭注
阿拉斯加金礦的賭注（英語：Gold Rush），為英國製作公司Raw Television為探索頻道製播的真人實境節目，紀錄來自美國奧勒岡州克拉克默斯縣杉迪市的6名男子在全球經濟衰退期間失去了原有的工作，之後他們決定作出生命中的巨大豪賭，起身北上前往阿拉斯加州的波克潘溪，試圖開採當地的黃金，然而在這6個人中大多數人均毫無淘金、挖金的經驗，等於他們必須重新開始學習如何開採黃金，據估計阿拉斯加州當地蘊藏著總價值約2500億美元的黃金，現今又是一個金價大漲的時代，這些人下的賭注能不能得到回報，完全看他們能否找到黃金的蘊藏地點，一直要等到找到足夠數量的黃金平衡礦場人事、機具開銷後才能開始賺錢獲利，找不到的人將落得一無所有的下場。

## 主要內容
由於阿拉斯加州當地黃金的分布型式並非以礦脈的方式隱藏在地底深處，而是散佈表層土壤中，所以開採的方式不像傳統的挖坑地下開採，而是以露天的方式向下開採，先用大型推土機整地，挖開地表堅硬的永凍土層，把這些永凍土移除後才能挖到含有黃金的泥土層，再用挖土機把這些泥土放進洗礦機後混合大量的水，搭配黃金跟泥土的比重不同的物理特性，即可順利篩洗出黃金。

開採泥土、淘篩黃金的過程中會發生各種狀況，例如同為開採員工間的言語肢體衝突、找不到蘊藏黃金的泥土遲遲淘不到黃金的壓力、推挖土機發生故障無法動工使得採礦作業因此停擺、洗礦機水質太濁導致土石紛紛沉降機器底部，讓黃金無法順利沉降而平白流失、阿拉斯加漁獵部人員進入開採工地進行工安審查，對違規事項進行開罰，甚至因員工缺乏工安訓練文件而下令關閉礦場……等，在節目中即會看到這些人如何一一克服這些突發狀況。

## 各礦場老闆及礦工
- 侉特斯溪礦場

塔德·霍夫曼（礦場主人）

傑克·霍夫曼（礦工、為礦場主人托德之父）

格瑞·蘭斯堡格（礦場工頭）

吉姆·薩柏（礦場安全主任）

詹姆士·哈尼斯（礦工、為礦場的機械維修技工）

克利斯·竇密特（礦工、為礦場的木匠技工）

戴夫·圖林（礦工、為礦場的移石技工）

吉姆·竇謝（礦工）

布魯（礦場裡的狗、因眼珠呈微藍色而取名布魯）
- 吉姆錠砂礦場（位於波克潘溪）

弗萊德·霍特（礦場主人、綽號：達科塔）

達斯汀·霍特（礦工、為礦場主人之子）

達瑞恩·柴克（礦工）

保羅·班恩（礦工）

- 大金塊礦場（位於波克潘溪）

約翰·史坎諾柏（礦場主人、96歲，於2016年3月18日去世）

萊傑·史坎諾柏（礦工、為礦場主人約翰·史坎諾柏之子）

帕克·史坎諾柏（礦工、為礦場主人約翰·史坎諾柏之孫、年僅17歲、為當地最年輕的礦工，他是大金塊礦場目前實際的負責人）

## 節目播放
本節目於探索頻道播出。

## 關連項目
- 白令海大吸金
- 金礦的賭注

## 外部連結
- 英文官方網站 （页面存档备份，存于）（英文）
- 加拿大官方網站（英文）
- 中文官方網站 （页面存档备份，存于）（繁體中文）
- 製作公司Raw Television （页面存档备份，存于）（英文）